# Chino Darín
Chino Darín, född 14 januari 1989 i Buenos Aires, är en argentinsk skådespelare.
Darín har bland annat medverkat i TV-serien Järnhanden. Han har även medverkat i filmen El Ángel.

## Filmografi (urval)
- 2018 – El Ángel
- 2024 – Järnhanden (TV-serie)